# Sint-Martinuskerk (Kinrooi)

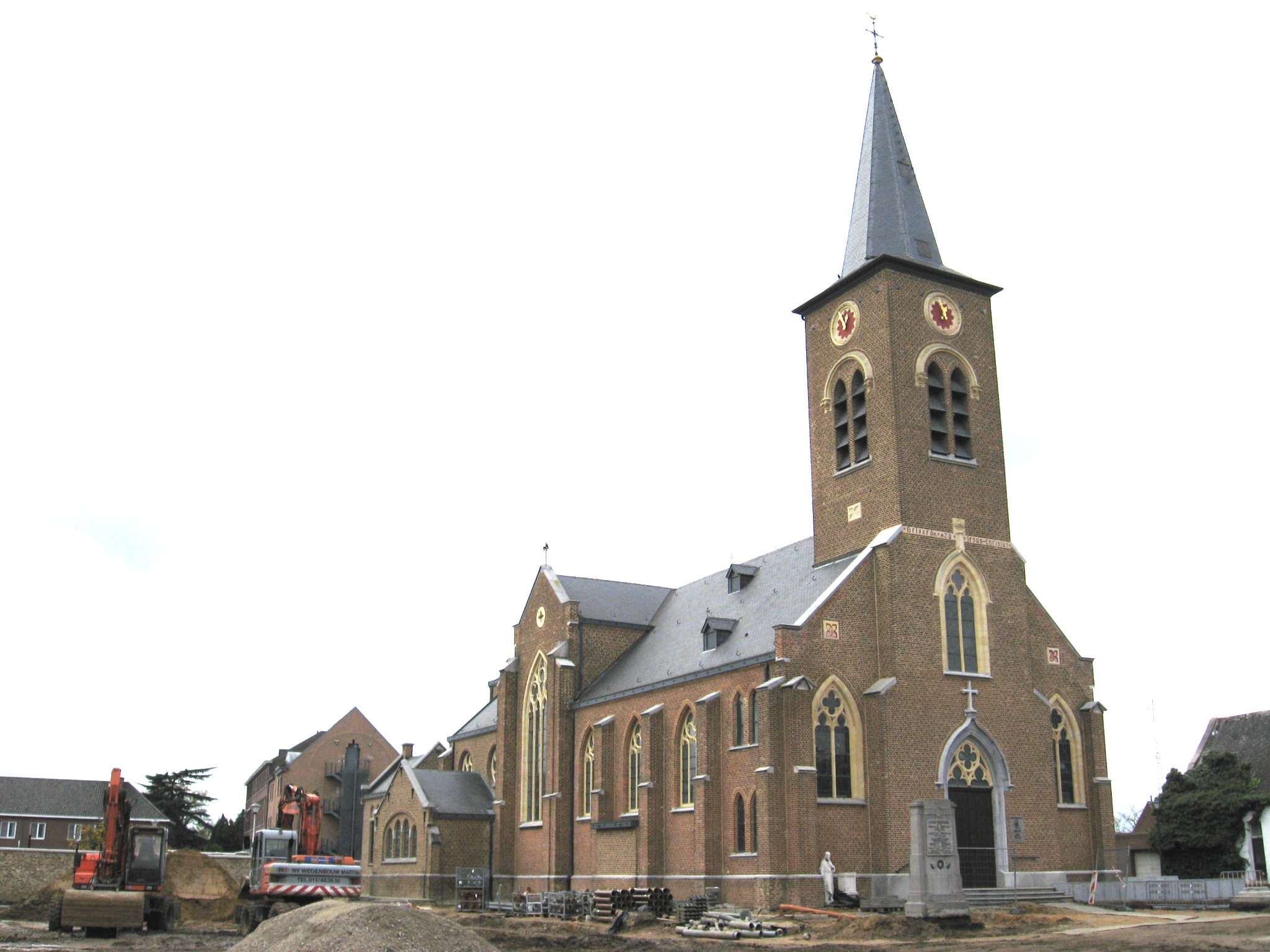
Sint-Martinuskerk

De Sint-Martinuskerk is de parochiekerk van Kinrooi, gelegen te Grote Kerkstraat 9.

## Geschiedenis
In 1474 lag in Kinrooi een kapel gewijd aan Sint-Martinus, de patroonheilige van Kessenich. Dat jaar schonk vrouwe Catharina van Kessenich, een zuster van Jan de Wilde, de kapel en een vlakbij liggend land aan de reguliere kanunniken van Sint-Augustinus uit Sint Odiliënberg. Ze stichtten er een kluizenarij.
Vanwege het uitblijven van nieuwe roepingen werden al in 1478 drie zusters van het Heilig Graf naar Kinrooi gehaald. In 1495 verlieten ze Kinrooi om zich op de plaats van het latere Kruisherenklooster in Maaseik te vestigen. Sindsdien verbleven er sporadisch kluizenaars. In de 17e en 18e eeuw werd de kapel bediend door een rector.
In 1806 werd Kinrooi een zelfstandige parochie. De kapel werd in 1819 vergroot. Hiernaast verrees in 1852-1853 de huidige kerk. Een tiental jaren later was de toren gereed en werd het interieur afgewerkt. De kerk werd vergroot in 1926, door August Daniëls. De oude kapel werd na de bouw van de huidige kerk gebruikt als school, gemeentehuis en onderwijzerswoning. Tegenwoordig is het een woning; het driezijdige koor is nog herkenbaar.

## Gebouw en interieur
De kerk is een bakstenen pseudobasiliek met neogotische stijl. Ze werd ontworpen door Herman Jaminé. Ze telt drie beuken en het transept springt niet naar buiten. De ingebouwde westtoren heeft een ingesnoerde naaldspits. Over de volle breedte van de toren werd het opschrift "Geloofd zij Jesus Christus" aangebracht.
De meeste meubelen zijn 19e-eeuws, maar er is een biechtstoel uit de 18e eeuw. De kerk bezit een Anna te Drieën van omstreeks 1525 en een Onze-Lieve-Vrouw met Kind Jezus, eind 16e eeuw. Een schilderij van de Aanbidding der Herders stamt mogelijk uit de 18e eeuw.